# Alissa w Strane tschudes
Alissa w Strane tschudes (russisch Алиса в Стране чудес, deutsch Alice im Wunderland) ist ein Zeichentrickfilm von Jefrem Pruschanski nach Motiven der gleichnamigen Erzählung von Lewis Carroll. Er wurde 1981 im Kiewer Filmstudio für populärwissenschaftliche Filme produziert.
Der Film ist ein Dreiteiler von jeweils zehn Minuten. Somit beträgt die Gesamtdauer 30 Minuten.

## Handlung
Das Mädchen Alice gelangt durch einen Kaninchenbau ins Wunderland, wo sie zauberhafte Verwandlungen erlebt und seltsame Wesen kennenlernt: die Cheshire Cat, den Märzhasen und andere.

## Fortsetzung
1982 verfilmte Jefrem Pruschanski das zweite Buch Carolls über Alice, den Zeichentrickfilm Alissa w Saserkalje (Алиса в Зазеркалье).